# Социјална психологија као наука
Социјална психологија као наука (рус. Социальная психология как наука) - монографија Бориса Паригина. Прва монографија о социјалној психологији, написана и објављена у Совјетском Савезу 1965. године. 

## Прича
Књигу је објавила издавачка кућа Лењинградског универзитета у тиражу од 3400 примерака. Исте 1965. године тираж од 5600 примерака. Објављен је Паригинов памфлет „Шта је социјална психологија“.
Објављивању монографије претходило је објављивање серије чланака Паригин-а у којима је предложена ауторска визија места и улоге социјалне психологије у систему хуманистичких и природних наука, њеног предмета и специфичности, насупрот социологији и општој психологији, особинама и структурним карактеристикама њених главних манифестација. .

## Главне идеје
Књига „Социјална психологија као наука“ прва је представила и аргументирала теорију социјалне психологије коју је аутор развио као самодовољан систем научних сазнања - његову методологију, предмет и област практичне примене, структуру, функције и статус у контексту хуманитарних и природних наука. 

## Вредност
Фокус науке на социјалној психологији и њену највишу вредност проглашен је човеком као човеком, са свим богатством његових односа са другим људима, схваћеним изван декларисаних идеолошких принципа, образаца и политичких догми. Објављивање ове књиге постало је својеврсни изазов тоталитарној идеологији заснованој на ортодоксној и вулгарно-догматској интерпретацији марксизма. Заједно са другом монографијом објављеном 1966. године - Јавно расположење, Паригинове књиге постале су за Русију знак свог времена у хуманистичким знаностима. 
Две године касније, 1967. године, након ауторових појашњења и додатака, Паригинова монографија „Социјална психологија као наука“ поново је штампана у Лењинграду, тираж је од 15 000 примерака. и преведен је на бројне језике.
Познати преводи књиге на чешки, бугарски, шпански и португалски; репринти направљени у Чехословачкој (Праг, 1968), Бугарској (Софија, 1968), Уругвају (Монтевидео, 1967) и Бразилу (Рио де Јанеиро, 1972).
Године 1967. на основу објављених књига Б. Д. Паригин је на састанку Академског савета Филозофског факултета Државног универзитета Лењинград одбранио своју прву докторску дисертацију у СССР-у о проблемима социјалне психологије.
Главне одредбе и иновације дела постали су део Паригинова каснијег темељног истраживања, "Основе социо-психолошке теорије" (1971), преведеног на немачки и јапански језик и објављеног у Токију, Берлину и Келну.

## Књиге
- Социальная психология как наука / Б. Д. Парыгин. — Л.: ЛГУ, 1965. — 208 с.
- Социальная психология как наука (издание 2-е исправленное и дополненное) / Б. Д. Парыгин. — Л.: Лениздат, 1967. — 264 с.
- La psicologia social como ciencia. — Montevideo: Pueblos Unidos, 1967. — 249 p.
- Социалната психология като наука. София. 1968. — 240 с.
- Sociialni psychologie jako veda. Praha. 1968. — 192 s.
- A psicologia social como ciência. Rio de Janeiro: Zahar Ed. 1972. — 218 p.